# Crenicichla macrophthalma
Crenicichla macrophthalma är en fiskart som beskrevs av Heckel, 1840. Crenicichla macrophthalma ingår i släktet Crenicichla och familjen Cichlidae. IUCN kategoriserar arten globalt som livskraftig. Inga underarter finns listade i Catalogue of Life.